# مشیک (ارومیه)
مشیک، روستایی است از توابع بخش انزل و در شهرستان ارومیه استان آذربایجان غربی ایران.

## جمعیت
این روستا در دهستان انزل جنوبی قرار داشته و بر اساس سرشماری سال ۱۳۸۵ جمعیت آن ۱۶۵ نفر (۳۳ خانوار)
بوده‌است. مردم این دهستان به زبان کردی صحبت میکنند. 